# Непп, Йожеф
Йожеф Непп (венг. Nepp József; 23 июня 1934, Чепель, Королевство Венгрия — 6 октября 2017, Будапешт, Венгрия) — венгерский режиссёр анимационных фильмов и сценарист.

## Биография
Родился в семье из выходцев рабочего класса 23 июня 1934 года в венгерском городе Чепеле, расположенном на юге Будапешта, между Будой и Пештом, в северной части острова Чепель. Известно, что члены семьи сразу после школы шли работать на завод.
С 1952 по 1957 год учился на отделении декора и живописи в Колледже прикладных искусств, по окончании устроился на работу в студию Паннония, где занимал разные должности от художника-оформителя до генерального директора до конца 90-х.
В 1961 году как режиссёр дебютировал с фильмом «Szenvedély» (с венг. — «Страсть»), посвященном борьбе с курением. Позднее на основе данной короткометражки будет создан мультсериал Густав, ставший популярным не только в Венгрии, но и за её пределами. С тех пор Йожеф Непп принимал участие в 30 кинокартинах, работая с такими талантливыми аниматорами, как Аттила Даргаи и Марцель Янкович. Так, он принимал участие в работе над мультфильмами «Лудаш Матьи» (1977), «Саффи» (1984), «Ловушка для кошек» (1986), «Лесной капитан» (1988) и другие. С конца 80-х работал на телевидении.
Скончался 6 октября 2017 года в Будапеште.

## Фильмография

### Режиссёр
- 1964 — Густав / Gustav
- 1969 — Семья Мезга / Mézga család
- 1973 — Семья Мезга-2 / Mézga család 2
- 1975 — Доктор Бубо / Doktor Bubo
- 1978 — Семья Мезга на отдыхе / Vakáción a Mézga család
- 1983 — Черноснежка / Hófehér[6]
- 1986 — Gréti...!

### Сценарист
- 1964 — Густав / Gustav
- 1969 — Семья Мезга / Mézga család
- 1973 — Семья Мезга-2 / Mézga család 2
- 1975 — Доктор Бубо / Doktor Bubo
- 1977 — Лудаш Матьи / Lúdas Matyi
- 1983 — Черноснежка / Hófehér
- 1986 — Ловушка для кошек / Macskafogó
- 1986 — Gréti...!
- 1986 — Лесной капитан / Az erdő kapitánya
- 1999 — Заколдованный лес / Egérút